# Токура, Ёсинори
Ёсинори Токура (яп. 十倉 好紀 Токура Ёсинори, род. 1 марта 1954) — японский физик, профессор факультета прикладной физики Токийского университета, директор Center for Emergent Matter Science RIKEN. Специалист в области высокотемпературной сверхпроводимости и сильно-коррелированных систем электронов. Последние 30 лет входит в десятку наиболее цитируемых физиков. В 2014 году входил в число потенциальных нобелевских лауреатов по мнению Thomson Reuters. Член Японской академии наук (2022).

## Биография
В 1976 году окончил факультет прикладной физики Токийского университета со степенью бакалавра. В 1981 году там же получил степень доктора. С 1984 преподавал на родном факультете, затем с 1986 занял должность ассоциированного профессора на факультете физике, а затем в 1994 — должность профессора. В 1995 вернулся на факультет прикладной физики, где занимает профессорскую должность по настоящее время.
С 1993 по 2002 годы возглавлял научную группу в Объединённом исследовательском центре атомных технологий (англ. Joint Research Center for Atom Technology). В 2001 году занял пост директора Центра исследования коррелированных систем электронов. В том же году стал директором по исследованиями проектов Tokura Spin Superstructure и Tokura Multiferroics Project. В 2007 году в RIKEN получил должность директора Cross-Correlated Materials Research Group. С 2013 года возглавляет Center for Emergent Matter Science RIKEN.
Токура является членом Японского физического общества, Американского физического общества, Японского общества прикладной физики. Он также входит в Научный совет Японии. В 2013 году избран иностранным членом Шведской королевской академии наук.

## Основные достижения
На счету Токуры открытия в области светоиндуцированного фазового перехода, электронно-легированных высокотемпературных сверхпроводников, механизма колоссального магнетосопротивления в оксидах, гигантских нелинейно-оптических свойств моттовских диэлектриков, создание органических молекулярных сегнетоэлектриков и многие другие достижения. Им опубликовано 19 статей в журнале Nature, 21 статья в Science, более 170 статей в Physical Review Letters.
В 2015 году Thomson Reuters назвала Токуру в числе потенциальных претендентов на Нобелевскую премию в области физики за работы в области увеличения эффективности запоминающих устройств.

## Награды
По данным Токийского университета, Ёсинори Токура удостоен следующих наград и премий:
- 1990 — Мемориальная премия Нисины[яп.]
- 1990 — IBM Japan Science Prize
- 1991 — Премия Бернда Т. Маттиаса
- 1998 — Nissan science Prize
- 1999 — JPS Award for Academic Papers on Physics
- 2001 — Премия Асахи[7]
- 2002 — ISI Citation Laureate Award
- 2003 — Медаль с Пурпурной Лентой[яп.]
- 2005 — Премия Джеймса Макгруди за исследования в области новых материалов
- 2011 — 52th Премия Фудзивары[яп.]
- 2012 — IUPAP Magnetism Award and Néel Medal
- 2013 — Императорская премия Японской академии наук
- 2014 — Почётный доктор Уппсальского университета
- 2014 — 55th Honda Memorial Award